# Ruffle
Ruffle — эмулятор Adobe Flash Player с открытым исходным кодом для файлов SWF. В настоящее время он находится в разработке на GitHub.

## Функции
Ruffle написан на Rust и доступен как настольный клиент и как веб-клиент.
В настоящее время Ruffle поддерживает более старый Flash-контент, в котором используется ActionScript 1.0 / 2.0, также с августа 2022 года Ruffle стал поддерживать ActionScript 3.0, но не полностью. Полная поддержка этой версии языка появится в ближайшее время.

## История
В 2016 году Майк Уэлш начал проект под названием Fluster. Позднее переименованный в Ruffle, этот проект трансформировался в эмулятор Flash Player, написанный на Rust, с настольным и веб-клиентом.
В период с 2019 по 2020 год некоторые веб-сайты объявили, что будут использовать Ruffle. Newgrounds объявил, что весь флеш-контент будет использовать Ruffle и что весь встроенный Flash-код будет заменен эквивалентами Ruffle. В июне 2020 года Coolmath Games объявила, что теперь все ее Flash-игры будут использовать Ruffle. В ноябре 2020 года Internet Archive объявил, что они будут использовать Ruffle для сохранения Flash-игр и анимации. В декабре 2020 года Armor Games объявили, что Ruffle был выбран в качестве проигрывателя для Flash-контента, а Homestar Runner объявила о внедрении Ruffle для своих мультфильмов и игр.